# Зейпе
Зейпе (нидерл. Zijpe) — бывшая община в нидерландской провинции Северная Голландия. Расположена к северу от Амстердама. Площадь общины — 113,35 км², из них 95,17 км² составляет суша. Население по данным на 1 января 2007 года — 11 565 человек. Средняя плотность населения — 102,2 чел/км².
В 2013 году община Зейпе объединена с общинами Схаген и Харенкарспел. Вместе они сформировали новую общину, Схаген.